# Patuxent
Patuxent je řeka v americkém státě Maryland. Je dlouhá 185 km, pramení v oblasti Piedmontu a vlévá se do Chesapeakské zátoky. Povodí Patuxentu má rozlohu 2 352 km² a žije v něm okolo 590 000 obyvatel. Na dolním toku řeka vytváří splavný estuár, dlouhý 84 km a široký maximálně 3,7 km. Největším městem na řece je Bowie. Na řece byly vybudovány přehrady Rocky Gorge Reservoir a Triadelphia Reservoir, sloužící jako zdroj pitné vody. V roce 1962 byl na území Prince George’s County vyhlášen přírodní park o rozloze 7500 akrů.
Podle archeologických nálezů v lokalitě Pig Point byla oblast podél řeky osídlena již v 7. tisíciletí př. n. l. Řeka byla pojmenována podle zaniklého algonkinského kmene Patuxentů. První písemnou zprávu o ní podal roku 1608 John Smith.
Při ústí řeky se nachází základna amerického námořního letectva NAS Patuxent River.